# Liste de fromages autrichiens
Les fromages autrichiens sont les fromages produits et consommés en Autriche, en tant que trait culturel distinctif.   
L'Autriche est un pays producteur de fromages. Situé dans une région montagneuse, il présente de nombreux pâturages et différentes techniques de production. Le lait le plus utilisé est le lait de vache, provenant d'animaux élevés en montagne. On l'appelle alors lait de foin.  

Le Vorarlberg est l'une des régions les plus typiques de la production du fromage en Autriche.  

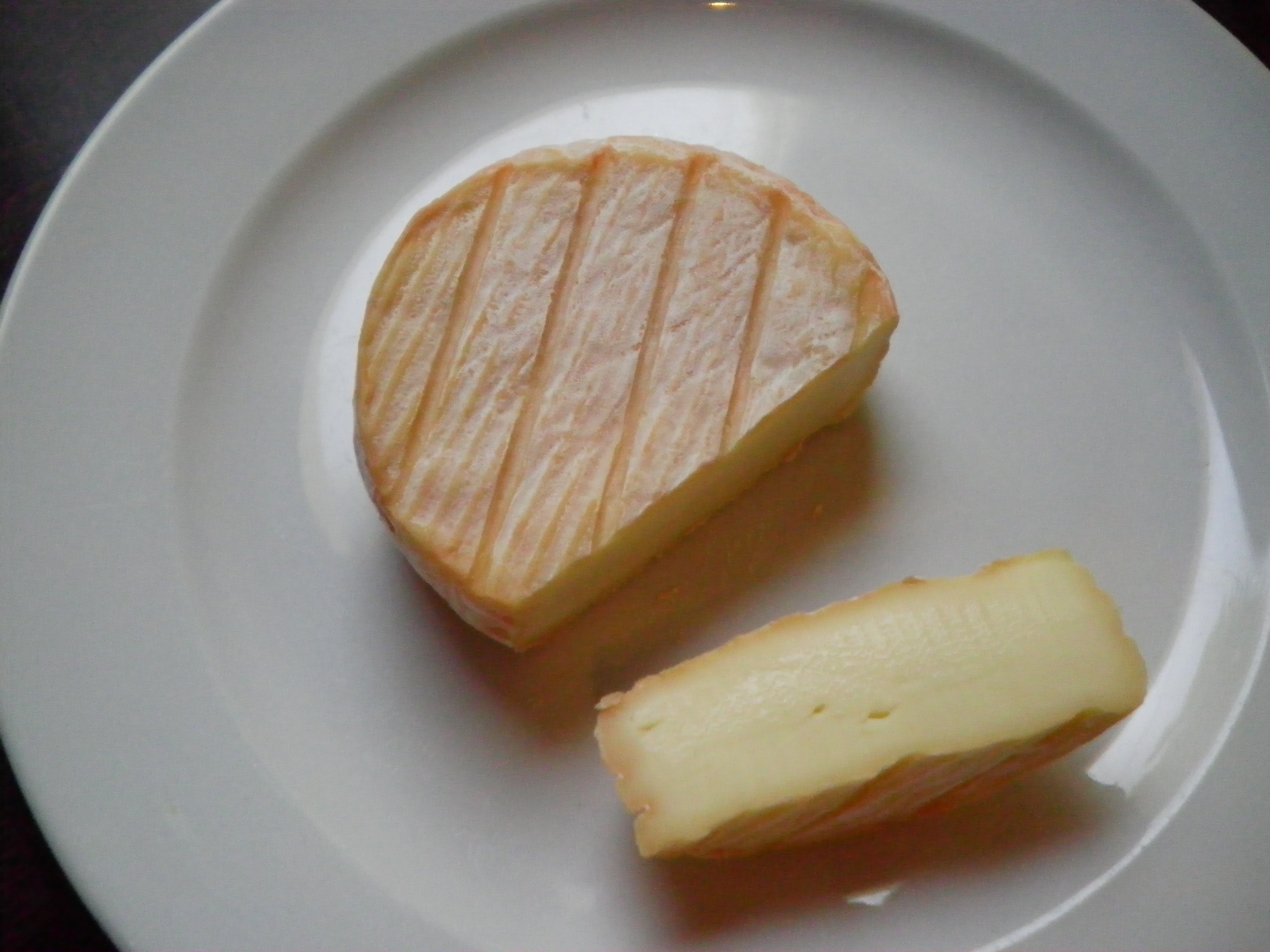
Schlierbacher Schlosskäse coupé.

## Liste des fromages autrichiens
- Bergkäse
- Gailtaler Almkäse (fromage de pâturage combinant du lait de vache et 10 % maximum de lait de chèvre)
- Schlierbacher Schlosskäse (de)
- Tiroler Almkäse (fromage de pâturage au lait de vache)
- Tiroler Bergkäse (fromage de montagne au lait de vache)
- Tiroler Graukäse (fromage gris au lait de vache)
- Vorarlberger Alpkäse (fromage des Alpes)
- Vorarlberger Bergkäse (fromage de montagne au lait de vache)

## Source externe (en anglais et en italien)
- (it) « Home », sur Formaggio.it (consulté le 2 mars 2024)